# Lijst van personen overleden in juli 2011
Dit is een lijst van personen die zijn overleden in juli 2011.

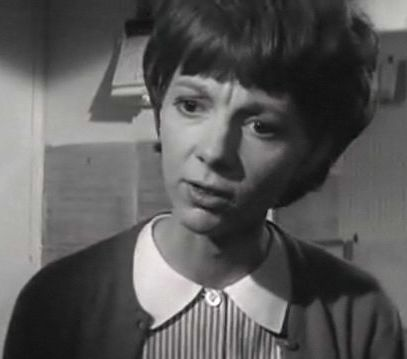
Anna Massey
2 juli

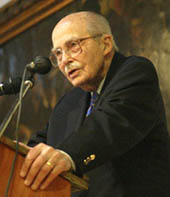
Otto van Habsburg-Lotharingen
4 juli

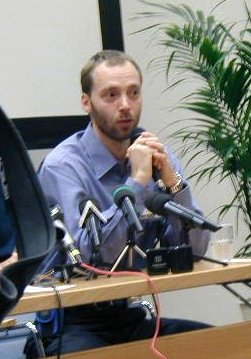
Mika Myllylä
5 juli

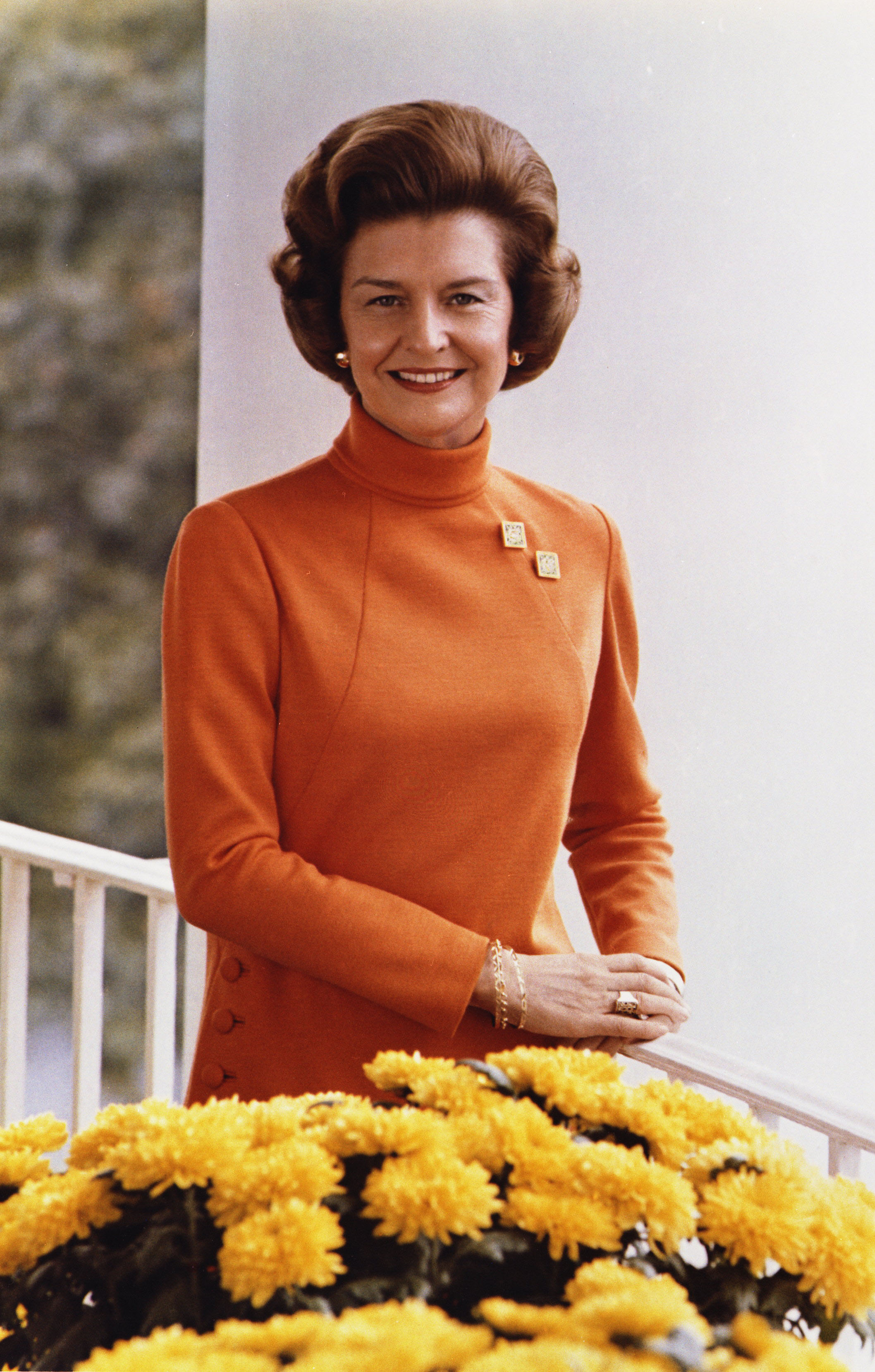
Betty Ford
8 juli

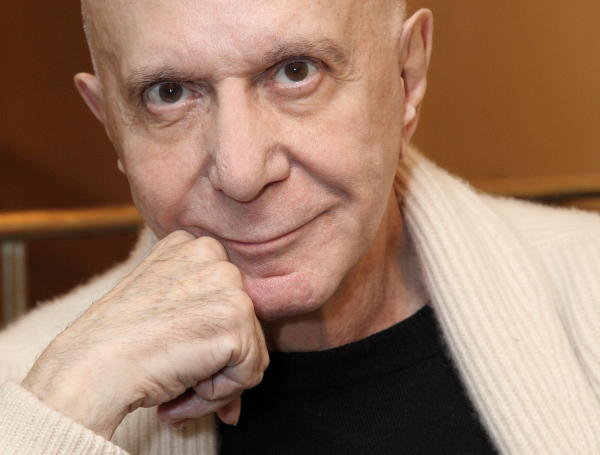
Roland Petit
10 juli

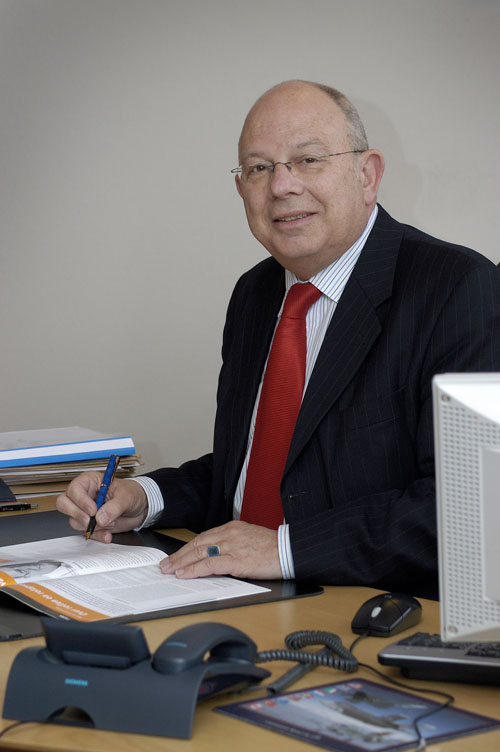
Cees Waal
10 juli

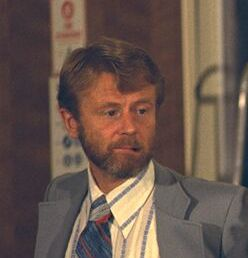
Tom Gehrels
11 juli

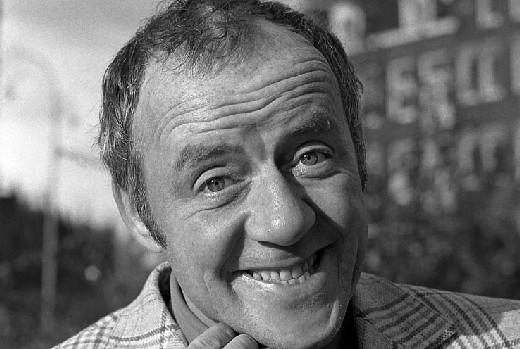
John Kraaijkamp
17 juli

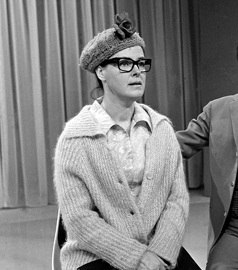
Ina van Faassen
23 juli

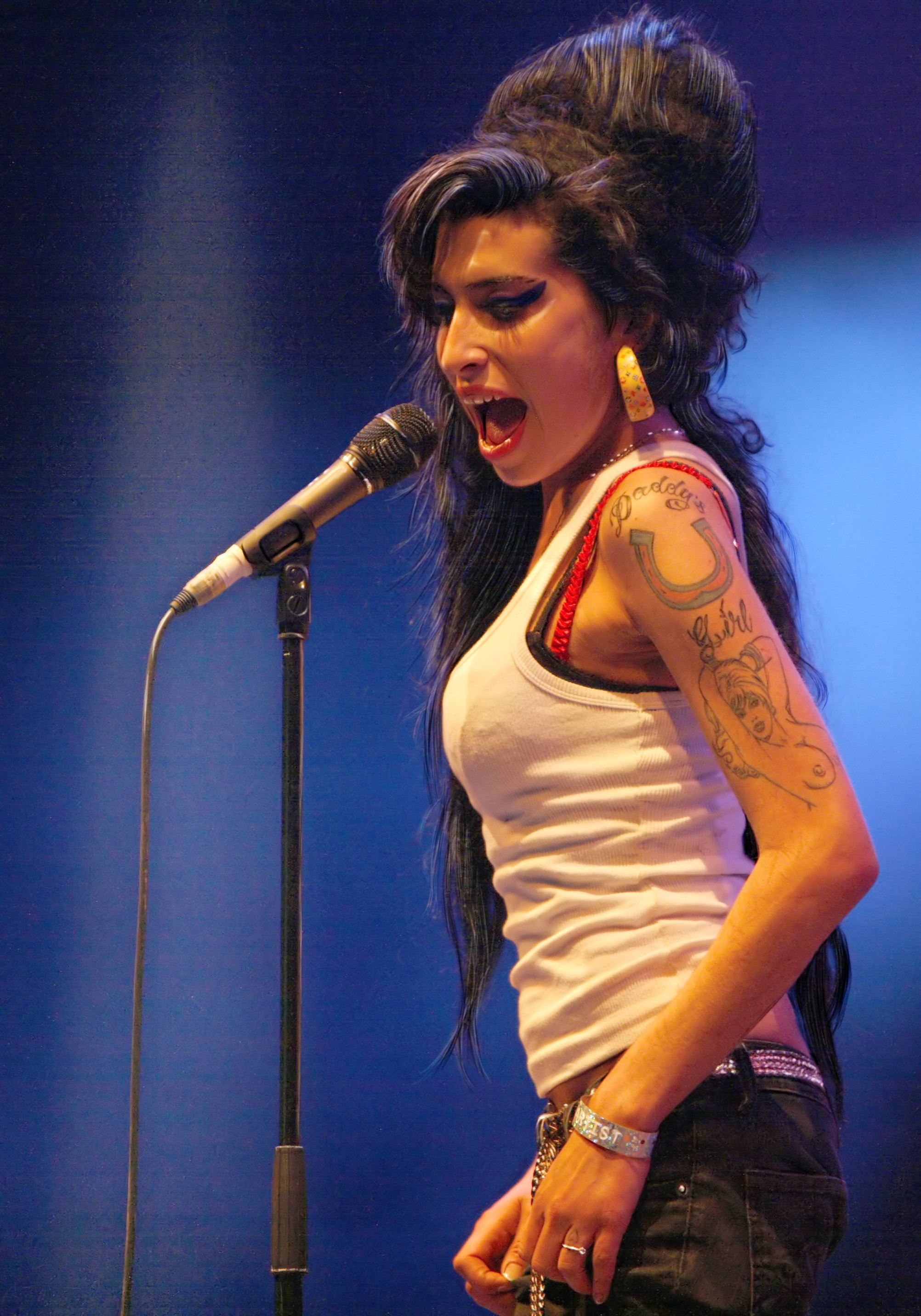
Amy Winehouse
23 juli

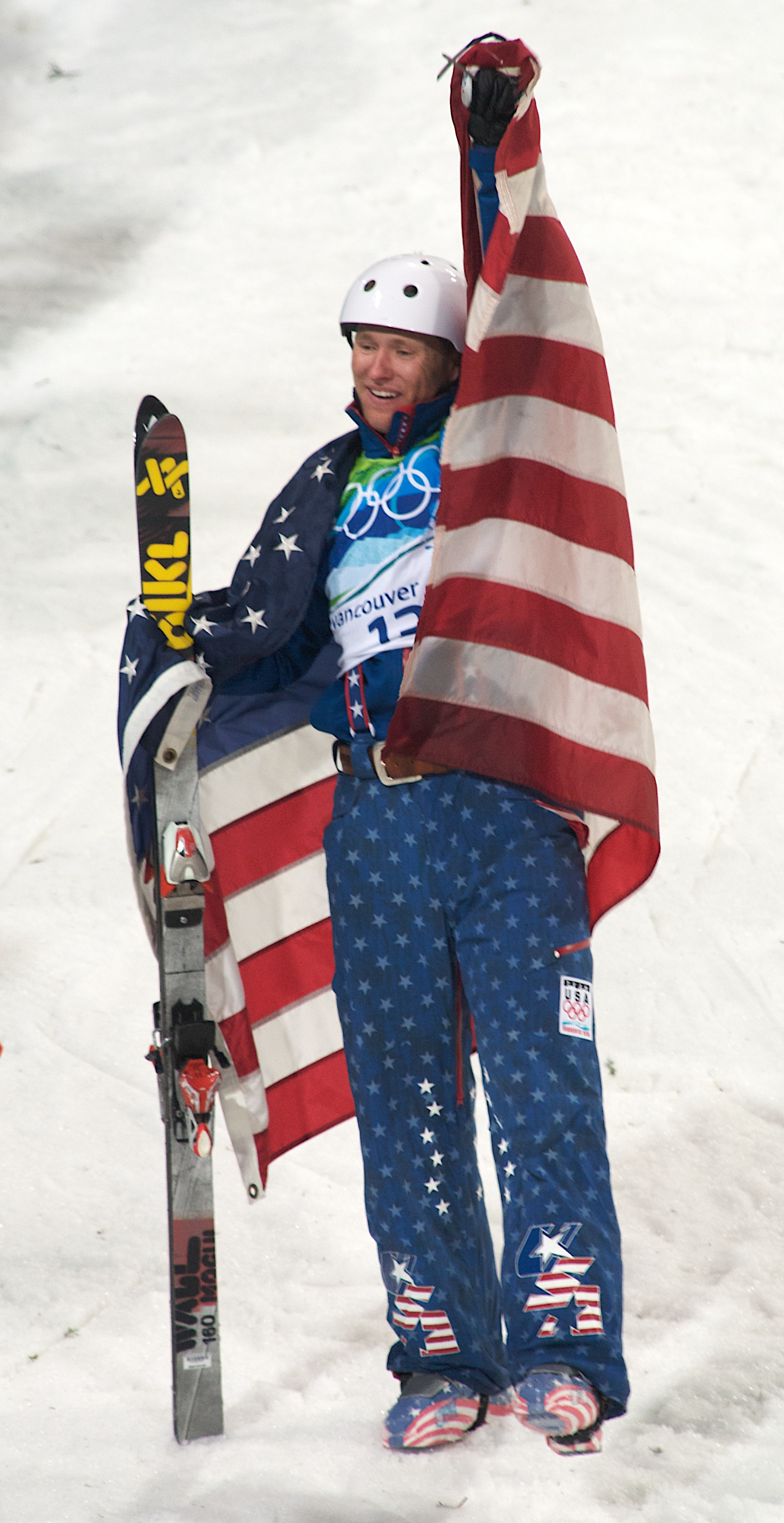
Jeret Peterson
25 juli

| 1 | 2 | 3 | 4 | 5 | 6 | 7 | 8 | 9 | 10 | 11 | 12 | 13 | 14 | 15 | 16 | 17 | 18 | 19 | 20 | 21 | 22 | 23 | 24 | 25 | 26 | 27 | 28 | 29 | 30 | 31 |
| - | - | - | - | - | - | - | - | - | -- | -- | -- | -- | -- | -- | -- | -- | -- | -- | -- | -- | -- | -- | -- | -- | -- | -- | -- | -- | -- | -- |

### 1 juli
- Willie Fernie (82), Schots voetballer[1]
- Wim Geenen (56), Nederlands bierbrouwer[2]
- Raymond Jones (52), Amerikaans toetsenist, songwriter en platenproducer[3]
- Jean-Louis Rosier (86), Frans autocoureur[4]

### 2 juli
- Wim van Eer (83), Surinaams politicus en diplomaat
- Itamar Franco (81), president van Brazilië[5]
- Marcel Hastir (105), Belgisch kunstschilder en theosoof[6]
- Anna Massey (73), Brits actrice[7][8]

### 3 juli
- Rudi van Eyck (71), Surinaams basketbalinternational[9]
- Francis King (88), Brits schrijver[10]

### 4 juli
- Otto van Habsburg-Lotharingen (98), Oostenrijks troonpretendent en Duits politicus[11]
- Gerhard Unger (94), Duits operazanger[12]

### 5 juli
- Jaap Blokker (69), Nederlands ondernemer[13]
- Hoss van Hardeveld (66), Nederlands basgitarist[14]
- Mika Myllylä (41), Fins langlaufer[15]
- Theodore Roszak (78), Amerikaans historicus en schrijver[16]
- Cy Twombly (83), Amerikaans kunstenaar[17]

### 6 juli
- Carly Hibberd (26), Australisch wielrenster[18]
- Mani Kaul (66), Indiase filmmaker en regisseur[19]
- David Kouwenaar (90), Nederlands schilder en dichter[20]
- Pannalal Parmessar (74), Surinaams politicus[21]
- Josef Suk (81), Tsjechisch violist[22]
- Mark Whitehead (50), Amerikaans baanwielrenner[23]

### 7 juli
- Bill Boddy (98), Brits motorsportjournalist en -auteur[24]
- Manuel Galbán (80), Cubaans gitarist[25]
- Robert Goethals (89), Belgisch voetbaltrainer[26]
- Josef Suk (81), Tsjechisch violist[27]

### 8 juli
- Joop Bergsma (83), Nederlands dominee en theoloog[28]
- Roberts Blossom (87), Amerikaans acteur en dichter[29]
- Betty Ford (93), Amerikaans first lady[30]
- Paul Michael (83), Amerikaans acteur[31]
- Gert Nielen (85), Nederlands informaticus[32]
- Berry Schepers (24), Nederlands voetballer[33]
- Hendrik van der Steenhoven (52), Nederlands ondernemer en tv-personage[34]

### 9 juli
- Adriaan Bonsel (92), Nederlands fluitist en componist[35]
- Gideon Brugman (68), Nederlands striptekenaar[36]
- Michael Burston (61), Brits gitarist[37]
- Facundo Cabral (74), Argentijns singer-songwriter[38]
- Rosa Dewitte-Loones (89), eerste vrouwelijke burgemeester in België[39]

### 10 juli
- Pierrette Alarie (89), Canadees-Frans sopraan[40]
- Roland Petit (87), Frans choreograaf[41]
- Cees Waal (67), Nederlands oud-burgemeester[42]

### 11 juli
- Tom Gehrels (86), Nederlands-Amerikaans astronoom[43]
- Rob Grill (67), Amerikaans zanger, songwriter en gitarist[44]
- Jaroslav Jirik (71), Tsjechisch ijshockeyinternational[45]
- Fonce Mizell (68), Amerikaans songwriter en muziekproducer[46]
- George Lascelles (88), 7e graaf van Harewood KBE
- Percy Oliver (92), Australisch zwemkampioen[47]
- Norbert Tadeusz (71), Duits kunstenaar en hoogleraar[48]

### 12 juli
- William Crozier (81), Iers-Schots kunstenaar[49]
- Ahmad Wali Karzai (50), Afghaans politicus, broer van president Hamid Karzai[50]
- Sherwood Schwartz (94), Amerikaans televisieproducent[51]
- Zdenek Sykora (91), Tsjechisch schilder[52]
- Francisco Villagrán Kramer (84), Guatemalteeks jurist en politicus

### 13 juli
- Al Debbo (87), Zuid-Afrikaans komiek en acteur[53]
- Jerry Ragovoy (80), Amerikaans songwriter[54]
- Heinz Reincke (86), Duits acteur[55]

### 14 juli
- Leo Kirch (84), Duits mediamagnaat[56]
- Jaime Lopez (77), Filipijns politicus[57]
- Joop Pruijn (78), Nederlands architect[58]
- Wiek Röling (75), Nederlands architect[59]

### 15 juli
- Peter Alkemade (50), Nederlands voetballer[60]
- Paulo Luís Borges (66), Braziliaans voetballer
- Ton van de Weerd (71), Nederlands voetballer "Mr.FC Wageningen"[61]
- Googie Withers (94), Brits actrice[62]

### 16 juli
- Milo Anstadt (91), Nederlands journalist, schrijver en programmamaker[63]
- Bertalan Bicskei (66), Hongaars voetballer en voetbalcoach
- Jan Eeman (71), Belgisch politicus[64]
- Markus Prachensky (79), Oostenrijks kunstenaar[65]

### 17 juli
- Juan Arza (88), Spaans voetballer[66]
- Juan María Bordaberry (83), Uruguayaans politicus[67]
- Willemien van Heur-Coenen (54), Nederlands amazone[68]
- John Kraaijkamp sr. (86), Nederlands acteur en komiek[69]
- David Ngoombujarra (44), Australisch acteur[70]
- Ştefan Sameş (59), Roemeens voetballer[71]
- Joe Lee Wilson (75), Amerikaans jazzzanger[72]

### 18 juli
- Sean Hoare (47), Brits journalist (News of the World)[73]
- Magnus Malan (81), Zuid-Afrikaans politicus[74]
- Alex Steinweiss (94), Amerikaans grafisch ontwerper[75]

### 19 juli
- Els Alderliesten (27), Nederlands danseres[76]
- Sheila Burrell (89), Brits actrice[77]
- Karen Chatsjatoerjan (90), Armeens componist[78]
- Sanne Gresnigt (27), Nederlands danseres[79]
- Patrick Guay (59), Frans wielrenner en wielertechnicus[80]
- Pierre Jonquères d'Oriola (91), Frans springruiter[81]
- Reginald Rahoens (55), Belgisch priester[82]

### 20 juli
- Lucian Freud (88), Brits kunstschilder[83]

### 21 juli
- Hyman Bookbinder (95), Amerikaans lobbyist voor mensenrechten en rechtvaardigheid
- Paul Franke (93), Amerikaans tenor[84]
- Elliot Handler (95), een van de oprichters van het Amerikaanse speelgoedconcern Mattel en bedenker van de Barbiepop[85]
- Kazimierz Swiatek (96), Wit-Russisch kardinaal[86]

### 22 juli
- Tom Aldredge (83), Amerikaans acteur[87]
- Linda Christian (87), Amerikaans-Mexicaans actrice[88]
- Tore Eikeland (21), Noors politicus[89]
- Cees de Wolf (65), Nederlands voetballer Ajax[90]

### 23 juli
- Robert Ettinger (92), Amerikaans stichter van het Cryonics Institute[91]
- Ina van Faassen (82), Nederlands actrice en cabaretière[92]
- Johnny Hoes (94), Nederlands zanger, liedjesschrijver, platenproducer[93]
- Paul Louka (74) Belgisch zanger[94]
- Christopher Mayer (57), Amerikaans acteur[95]
- John Shalikashvili (75), Amerikaans militair[96]
- Amy Winehouse (27), Brits jazz- en soulzangeres[97]

### 24 juli
- Gilbert Luján (70), Mexicaans schilder en beeldhouwer[98]
- Virgilio Noè (89), Italiaans kardinaal[99]
- Dan Peek (60), Amerikaans muzikant[100]
- David Servan-Schreiber (50), Frans psychiater en journalist[101]

### 25 juli
- Michael Cacoyannis (89), Cypriotisch filmproducent[102]
- Jeret Peterson (29), Amerikaans freestyleskiër[103]
- Jaap van Zweeden (92), Nederlands volleybalinternational[104]

### 26 juli
- Joe Arroyo (55), Colombiaans zanger[105]
- Jacky Fatton (85), Zwitsers voetballer[106]
- Frank Foster (82), Amerikaans muzikant en componist[107]
- Gerhard Kapl (64), Oostenrijks voetbalscheidsrechter[108]
- Silvio Narizzano (84), Canadees-Brits televisie- en filmregisseur[109]
- Margaret Olley (88), Australisch kunstenares[110]

### 27 juli
- Jannie de Groot (81), Nederlands zwemster[111]
- Ghulam Haider Hamidi (64), Afghaans politicus en burgemeester van Kandahar[112]
- Ágota Kristóf (75), Zwitsers-Hongaars schrijfster[113]
- Polly Platt (72), Amerikaans filmproducente en artdirector[114]
- Pietro Sambi (73), Vaticaans aartsbisschop, apostolisch nuntius in de Verenigde Staten[115]
- John Stott (90), Brits evangelisch theoloog en anglicaans priester[116]
- Monika Wiskandt (75), Duits tafeltennisspeelster[117]

### 28 juli
- Frank Bender (70), Amerikaans forensisch beeldhouwer[118]
- Bernd Clüver (63), Duits zanger[119]
- Pepito Lozada (72), Filipijns zwemmer[120]
- John Marburger (70), Amerikaans natuurkundige[121]
- Abdul Fatah Younis (66-67), voormalig Libisch generaal en minister[122]

### 29 juli
- John Edward Anderson (93), Amerikaans ondernemer en miljardair[123]
- Jack Barlow (87), Amerikaans countryzanger[124]
- Claude Laydu (84), Frans acteur[125]
- Nella Martinetti (65), Zwitsers zangeres[126]
- Gene McDaniels (76), Amerikaans zanger en songwriter[127]
- Dela Maria Vaags (54), Nederlands actrice[128]

### 30 juli
- Ghislaine D'Hollander (70), Belgisch atlete[129]
- Mario Echandi Jiménez (96), Costaricaans politicus, President (1958–1962)[130]

### 31 juli
- Eliseo Alberto (59), Cubaans Mexicaans schrijver[131]
- Tom Garvin (67), Amerikaans jazzpianist[132]
- John Hoyland (76), Brits schilder[133]
- Jan Jongepier (70), Nederlands organist en orgeldeskundige[134]
- Hugo Kooks (82), Surinaams Nederlandse voorzitter Vereniging Ons Suriname[135]
- Andrea Pazzagli (51), Italiaans voetbalkeeper[136]
- Freddy Schweers (95), Nederlands ijshockeybondbestuurder[137]

1900 ·
1901 ·
1902 ·
1903 ·
1904 ·
1905 ·
1906 ·
1907 ·
1908 ·
1909 ·
1910 ·
1911 ·
1912 ·
1913 ·
1914 ·
1915 ·
1916 ·
1917 ·
1918 ·
1919 ·
1920 ·
1921 ·
1922 ·
1923 ·
1924 ·
1925 ·
1926 ·
1927 ·
1928 ·
1929 ·
1930 ·
1931 ·
1932 ·
1933 ·
1934 ·
1935 ·
1936 ·
1937 ·
1938 ·
1939 ·
1940 ·
1941 ·
1942 ·
1943 ·
1944 ·
1945 ·
1946 ·
1947 ·
1948 ·
1949 ·
1950 ·
1951 ·
1952 ·
1953 ·
1954 ·
1955 ·
1956 ·
1957 ·
1958 ·
1959 ·
1960 ·
1961 ·
1962 ·
1963 ·
1964 ·
1965 ·
1966 ·
1967 ·
1968 ·
1969 ·
1970 ·
1971 ·
1972 ·
1973 ·
1974 ·
1975 ·
1976 ·
1977 ·
1978 ·
1979 ·
1980 ·
1981 ·
1982 ·
1983 ·
1984 ·
1985 ·
1986 ·
1987 ·
1988 ·
1989 ·
1990 ·
1991 ·
1992 ·
1993 ·
1994 ·
1995 ·
1996 ·
1997 ·
1998 ·
1999 ·
2000 ·
2001 ·
2002 ·
2003 ·
2004 ·
2005 ·
2006 ·
2007 ·
2008 ·
2009 ·
2010 ·
2011 ·
2012 ·
2013 ·
2014 ·
2015 ·
2016 ·
2017 ·
2018 ·
2019 ·
2020 ·
2021 ·
2022 ·
2023 ·
2024 ·
2025